# Oscaruddelingen 1949
Oscaruddelingen 1949 var den 21. oscaruddeling, hvor de bedste film fra 1948 blev hædret af Academy of Motion Picture Arts and Sciences. Uddelingen fandt sted 24. marts i The Academy Theatre i Los Angeles, USA. Uddelingen havde en del debutanter. Det var første gang en producent uden for Hollywood vandt prisen for bedste film. Det var første gang en person (Laurence Olivier) i en oscarvindende rolle. Instruktør John Huston instruerede to oscarvindende roller, hans far Walter Huston i Tre mænd søger guld og Claire Trevor i Uvejrsøen Key Largo. Familien Huston vandt 3 oscarstatuetter ved uddelingen. Uddelingen blev flyttet fra Shrine Aditorium til akademiets eget teater, The Academy Theatre. Dette skete primært fordi de store Hollywoodstudier havde trukket deres økonomiske støtte, på grund af rygter om, at de prøvede at påvirke afstemningen.
Det var første gang der blev uddelt en pris i kategorien bedste kostumer. Kategorien blev præsenteret af den 16-årige Elizabeth Taylor.

## Priser
| Bedste Film | Bedste Instruktør |
| --- | --- |
| - Hamlet - Johnny Belinda - De røde sko - Ormegården - Tre mænd søger guld | - John Huston – Tre mænd søger guld - Anatole Litvak – Ormegården - Jean Negulesco – Johnny Belinda - Laurence Olivier – Hamlet - Fred Zinnemann – Et barn eftersøges                                                                                                   |
| Bedste Mandlige Hovedrolle | Bedste Kvindelige Hovedrolle |
| - Laurence Olivier – Hamlet - Lew Ayres – Johnny Belinda - Montgomery Clift – Et barn eftersøges - Dan Dailey – When My Baby Smiles at Me - Clifton Webb – Her går det godt | - Jane Wyman – Johnny Belinda - Ingrid Bergman – Jeanne d'Arc - Olivia de Havilland – Ormegården - Irene Dunne – I Remember Mama - Barbara Stanwyck – Galt nummer |
| Bedste Mandlige Birolle | Bedste Kvindelige Birolle |
| - Walter Huston – Tre mænd søger guld - Charles Bickford – Johnny Belinda - Jose Ferrer – Jeanne d'Arc - Oscar Homolka – I Remember Mama - Cecil Kellaway – The Luck of the Irish | - Claire Trevor – Uvejrsøen Key Largo - Barbara Bel Geddes – I Remember Mama - Ellen Corby – I Remember Mama - Agnes Moorehead – Johnny Belinda - Jean Simmons – Hamlet                                                                                                 |
| Bedste Historie | Bedste Manuskript |
| - Et barn eftersøges – Richard Schweizer og David Wechsler - Louisiana Story – Robert Flaherty, og Frances Flaherty - Den nøgne by – Malvin Wald - Red River – Borden Chase - De røde sko – Emeric Pressburger | - Tre mænd søger guld – John Huston - Det hændte i Berlin – Charles Brackett, Billy Wilder og Richard L. Breen - Johnny Belinda – Irma von Cube og Allen Vincent - Et barn eftersøges – Richard Schweizer og David Wechsler - Ormegården – Frank Partos og Millen Brand |
| Bedste Dokumentar | Bedste Korte Dokumentar |
| - The Secret Land – O. O. Dull - Et barns ensomhed – Janice Loch | - Toward Independence - Heart to Heart - Operation Vittles |
| Bedste Kortfilm, One-Reel | Bedste Kortfilm, Two-Reel |
| - Symphony of a City – Edmund H. Reek - Annie Was a Wonder – Herbert Moulton - Cinderella Horse – Gordon Hollingshead - So You Want to Be on the Radio – Gordon Hollingshead - You Can't Win – Pete Smith | - Seal Island – Walt Disney - Calgary Stampede – Gordon Hollingshead - Going to Blazes – Herbert Morgan - Samba-Mania – Harry Grey - Snow Capers – Thomas Head |
| Bedste Korte Animationsfilm | |
| - The Little Orphan – Fred Quimby - Mickey and the Seal – Walt Disney - Mouse Wreckers – Edward Selzer - Robin Hoodlum – United Productions of America - Tea for Two Hundred – Walt Disney | |
| Bedste Dramatiske eller Komedie Musik | Bedste Musical Musik |
| - De røde sko – Brian Easdale - Hamlet – William Walton - Jeanne d'Arc – Hugo Friedhofer - Johnny Belinda – Max Steiner - Ormegården – Alfred Newman | - Forår i luften – Johnny Green og Roger Edens - Kejservalsen – Victor Young - Sørøveren – Lennie Hayton - En sang, et kys, en pige – Ray Heindorf - When My Baby Smiles at Me – Alfred Newman                                                                          |
| Bedste Sang | Bedste Lydoptagelse |
| - "Buttons and Bows" fra Blegansigt – Musik og Tekst af Jay Livingston og Ray Evans - "For Every Man There is a Woman" fra Casbah – Musik af Harold Arlen; Tekst af Leo Robin - "It's Magic" fra En sang, et kys, en pige – Musik af Jule Styne; Tekst af Sammy Cahn - "This is the Moment" fra Damen i hermelin – Musik af Frederick Hollander; Tekst af Leo Robin - "The Woody Woodpecker Song" fra Wet Blanket Policy – Musik og Tekst af Ramey Idriss og George Tibbles | - Ormegården – Thomas T. Moulton, 20th Century Fox Studio Sound Department - Johnny Belinda – Nathan O. Levinson, Warner Bros. Studio Sound Department - Moonrise – Daniel J. Bloomberg, Republic Studio Sound Department                                               |
| Bedste Scenografi, Sort og Hvid | Bedste Scenografi, Farver |
| - Hamlet – Roger K. Furse og Carmen Dillon - Johnny Belinda – Robert M. Haas og William O. Wallace | - De røde sko – Hein Heckroth og Arthur Lawson - Jeanne d'Arc – Richard Day, Edwin Casey Roberts og Joseph Kish |
| Bedste Fotografering, Sort og Hvid | Bedste Fotografering, Farver |
| - Den nøgne by – William H. Daniels - Det hændte i Berlin – Charles B. Lang Jr. - I Remember Mama – Nicholas Musuraca - Johnny Belinda – Ted McCord - Drømmen om hende – Joseph H. August | - Jeanne d'Arc – Joseph Valentine, William V. Skall og Winton Hoch - De grønne vidders land – Charles G. Clarke - Fristerinden – William Snyder - De tre musketerer – Robert Planck                                                                                     |
| Bedste Kostumer, Sort og Hvid | Bedste Kostumer, Farver |
| - Hamlet – Roger K. Furse - B.F.'s Daughter – Irene Lentz | - Jeanne d'Arc – Dorothy Jeakins og Karinska - Kejservalsen – Edith Head og Gile Steele |
| Bedste Klipning | Bedste Visuelle Effekter |
| - Den nøgne by – Paul Weatherwax - Jeanne d'Arc – Frank Sullivan - Johnny Belinda – David Weisbart - Red River – Christian Nyby - De røde sko – Reginald Mills | - Drømmen om hende – Paul Eagler, J. McMillan Johnson, Russell Shearman, Clarence Slifer, Charles Freeman og James G. Stewart - Deep Waters – Ralph Hammeras, Fred Semen, Edward Snyder og Roger Herman                                                                 |

### Æres-Oscar
- Sid Grauman
- Adolph Zukor
- Walter Wanger

### Bedste udenlandske film
- Monsieur Vincent (Frankrig)

### Ugdomspris
- Ivan Jandl

### Irving G. Thalberg Memorial Award
- Jerry Wald

## Ekstern Henvisning
- Oscars legacys hjemmeside